# Jubilee (альбом)
| Совокупная оценка | Совокупная оценка |
| Источник          | Оценка            |
| ----------------- | ----------------- |
| AnyDecentMusic?   | 8.5/10            |
| Metacritic        | 88/100            |
| Оценки критиков   |                   |
| Источник          | Оценка            |
| AllMusic          | [ 6 ]             |
| Clash             | 9/10              |
| DIY               | [ 8 ]             |
| Exclaim!          | 9/10              |
| The Independent   | [ 10 ]            |
| NME               | [ 11 ]            |
| Pitchfork         | 7.8/10            |
| Rolling Stone     | [ 13 ]            |
| Slant Magazine    | [ 14 ]            |
| Uncut             | 7/10              |

Jubilee  (с англ. — «Юбилей») — третий студийный альбом американской инди-поп-группы Japanese Breakfast, изданный 4 июня 2021 года лейблом Dead Oceans. Альбом вышел вскоре после публикации 20 апреля 2021 года мемуаров корейско-американского лидера группы Мишель Чонгми Цаунер, Crying in H Mart. Заунер сказала об альбоме: «После того, как последние пять лет мы писали о горе, я хотела, чтобы наш следующий альбом был о радости».
Альбом получил широкое признание и положительные оценки музыкальных критиков и был номинирован на Грэмми-2022 в категории Лучший альтернативный альбом.

## Темы и композиция
Jubilee был определён критиками как альтернативная поп-музыка, дрим-поп и инди-поп. Заунер описала альбом как посвященный радости. Это контрастирует с двумя её предыдущими альбомами, Psychopomp и Soft Sounds from Another Planet, в обоих из которых преобладали темы горя, связанного со смертью её матери от рака поджелудочной железы в 2014 году.

## Отзывы
Альбом получил положительные отзывы музыкальной критики и интернет-изданий. Он получил 88 из 100 баллов на интернет-агрегаторе Metacritic. Сайт AnyDecentMusic? дал ему 8.5 из 10.
Зак Раскин из Variety написал в своей рецензии, что альбом «берёт всё то, что всегда хорошо служило Japanese Breakfast — осознание Заунер своего голоса и того, как лучше его использовать, её умение вести повествование и рассказывать истории, а также великолепные хуки — и предлагает им свежую почву для роста».
Сэм Уокер-Смарт из журнала Clash считает, что Заунер «впервые полностью раскрепостилась, сохранив эмоциональную суть своих песен и сочетая её с безграничной энергией и амбициями». Шон Кервик из DIY также отметил зрелость певицы, описав её как «старше и мудрее с мелодией, лирикой и повествованием, притягивающим внимание» с результатами, которые утверждают её как доминирующую «творческую силу». «Каждый трек — это ограниченная попытка веселья, лаконичная история на службе у этой великой миссии несдерживаемых эмоций», — написала в Exclaim! Алиша Мугал, добавив, что эмоция — это «в конечном итоге, надеюсь, радость». Том Халл был несколько менее впечатлён, назвав первую половину альбома «великолепной поп-музыкой», но заключив, что остальное «немного не дотягивает».
«Это жизнерадостный роман, в котором Мишель Цаунер представила свой самый радостный набор песен на сегодняшний день», — написала Аллан Рэйбл из Good Morning America: «…в этом альбоме есть неоспоримая легкость».

## Признание

### Итоговые списки
| Публикация           | Список                            | Ранг | Ссылки |
| -------------------- | --------------------------------- | ---- | ------ |
| Consequence of Sound | Top 50 albums of 2021             | 2    | [ 28 ] |
| The Guardian         | The 50 best albums of 2021        | 13   | [ 29 ] |
| NPR                  | The 50 Best Albums of 2021        | 11   | [ 30 ] |
| Paste                | The 50 Best Albums of 2021        | 5    | [ 31 ] |
| Pitchfork            | The 50 Best Albums of 2021        | 14   | [ 32 ] |
| Rolling Stone        | 50 Best Albums of 2021            | 11   | [ 33 ] |
| Slant                | The 50 Best Albums of 2021        | 1    | [ 34 ] |
| Stereogum            | The 50 Best Albums Of 2021 So Far | 18   | [ 35 ] |
| Uproxx               | The Best Albums Of 2021           | н/д  | [ 36 ] |
| Good Morning America | 50 best albums of 2021            | 29   | [ 27 ] |

### Награды и номинации
| Год  | Церемония         | Категория                                       | Результат | Ссылка |
| ---- | ----------------- | ----------------------------------------------- | --------- | ------ |
| 2022 | Grammy Awards     | Премия «Грэмми» за лучший альтернативный альбом | Номинация | [ 37 ] |
| 2022 | GLAAD Media Award | Outstanding Breakthrough Music Artist           | Номинация | [ 38 ] |
| 2022 | Libera Awards     | Record of the Year                              | Победа    | [ 39 ] |
| 2022 | Libera Awards     | Best Alternative Rock Record                    | Победа    | [ 39 ] |
| 2022 | Libera Awards     | Breakthrough Artist/Release                     | Номинация | [ 39 ] |
| 2022 | Libera Awards     | Creative Packaging                              | Победа    | [ 39 ] |
| 2022 | Libera Awards     | Marketing Genius                                | Победа    | [ 39 ] |

## Список композиций
Все тексты песен написаны Мишель Чонгми Цаунер
| №                   | Название            | Музыка                     | Длительность |
| ------------------- | ------------------- | -------------------------- | ------------ |
| 1.                  | «Paprika»           |                            | 3:40         |
| 2.                  | «Be Sweet»          | Michelle Zauner/Jack Tatum | 3:15         |
| 3.                  | «Kokomo, IN»        |                            | 3:38         |
| 4.                  | «Slide Tackle»      |                            | 3:39         |
| 5.                  | «Posing in Bondage» |                            | 4:05         |
| 6.                  | «Sit»               |                            | 3:07         |
| 7.                  | «Savage Good Boy»   |                            | 2:26         |
| 8.                  | «In Hell»           |                            | 2:38         |
| 9.                  | «Tactics»           |                            | 3:53         |
| 10.                 | «Posing for Cars»   |                            | 6:38         |
| Общая длительность: | Общая длительность: | Общая длительность:        | 36:59        |

## Участники записи
По данным заметок на альбоме
- Мишель Чонгми Цаунер — вокал, продюсер, бас (4), фортепиано (7), акустическая гитара (3), электрогитара (6, 7, 8, 10), перкуссия (1), синтезаторы (1, 3, 4, 6, 8, 10) струнные аранжировки (1, 3, 9)
- Крейг Хендрикс — продюсирование (1-4, 6-10), ударные (1-4, 7-10), бас (1, 3, 6-10), электрогитара (4, 8), акустическая гитара (10), слайд-гитара (3), Родес-пиано (9), фортепиано (10), синтезаторы (1, 3, 4, 6, 8, 10), перкуссия, струнные аранжировки (1, 3, 9), вокал (8), инжиниринг
- другие

## Чарты
| Чарт (2021)                                  | Высшая позиция |
| -------------------------------------------- | -------------- |
| Германия (Offizielle Top 100)                | 77             |
| Шотландия (Scottish Albums Chart)            | 11             |
| Великобритания (UK Albums Chart)             | 53             |
| Великобритания (UK Independent Albums Chart) | 3              |
| США (Billboard 200)                          | 56             |
| США (Billboard Top Alternative Albums)       | 7              |
| США (Billboard Independent Albums)           | 7              |
| США (Billboard Top Rock Albums)              | 8              |